# Rodacy Kamraci

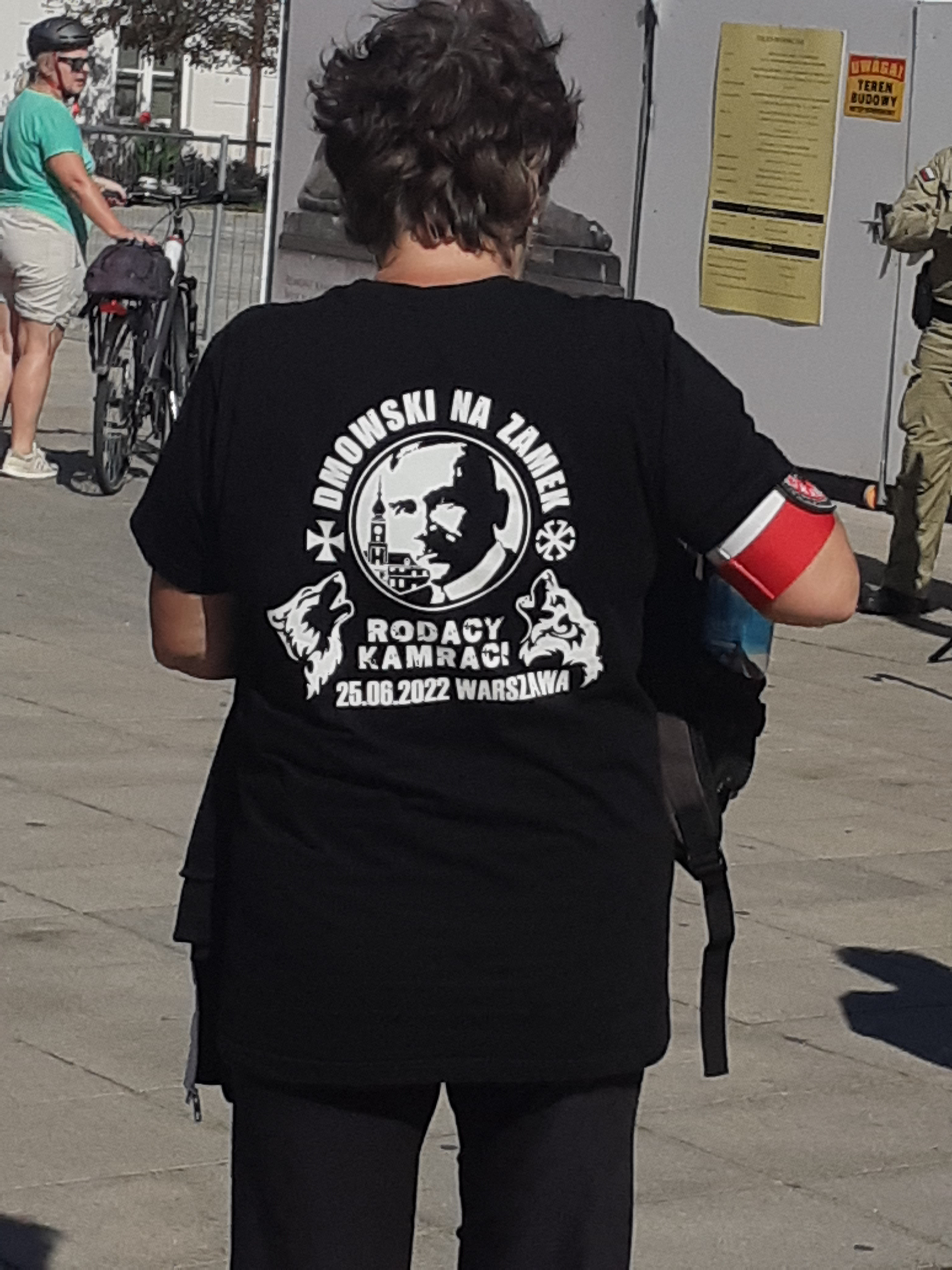
T-shirt upamiętniający marsz „Dmowski na Zamek” zorganizowany przez ruch w 2022

Rodacy Kamraci – skrajnie prawicowa polska partia polityczna określana jako nacjonalistyczna i neofaszystowska, założona w 2023 przez Wojciecha Olszańskiego, Marcina Osadowskiego i Michała Kosińskiego, wyrejestrowana w 2024. W szerszym znaczeniu – tzw. ruch kamracki lub Kamractwo – organizacja ekstremistyczna o charakterze skrajnie nacjonalistycznym, założona w 2021 przez Wojciecha Olszańskiego i Marcina Osadowskiego. Zarówno partia Rodacy Kamraci, jak i ruch Kamractwo wzbudziły kontrowersje ze względu na głoszone przez nie faszystowskie poglądy (zakazane przez polskie prawo, w związku z czym wobec partii podjęto kilka prawnych prób delegalizacji po jej nieprawomocnym zarejestrowaniu w czerwcu 2023) oraz powiązania jej członków z aktami przemocy, przestępczością zorganizowaną i podejrzeniami o szpiegostwo na rzecz Rosji.

## Historia partii
Wojciech Olszański ogłosił na początku 2023 roku chęć założenia partii opartej na prowadzonym przez niego od 2021 nieformalnym ruchu Kamractwo. Partia została zarejestrowana 30 czerwca 2023. Prokuratura złożyła zażalenie na decyzję sądu o rejestracji partii w celu jej delegalizacji w związku z kontrowersjami wokół skrajnie prawicowych poglądów głoszonych przez grupę.
Partia zapowiedziała wystawienie swoich kandydatów w wyborach parlamentarnych w 2023, jednakże ostatecznie nie udało im się zarejestrować list w żadnym z okręgów ze względu na problemy organizacyjne. Komitety wyborcze związane z partią zarejestrowały pojedyncze listy na szczeblu lokalnym podczas wyborów samorządowych w 2024, ale ich kandydaci nie odnieśli w nich żadnych sukcesów. Partia ponownie usiłowała zarejestrować listy w wyborach do Parlamentu Europejskiego w tym samym roku, jednak bezskutecznie.
Partia nie złożyła sprawozdania finansowego za 2023 rok, w związku z czym Państwowa Komisja Wyborcza została zobligowana do skierowania wniosku do Sądu Okręgowego w Warszawie o jej wyrejestrowanie, do którego doszło 18 listopada 2024.

## Ruch kamracki
Ruch kamracki (lub Kamractwo) skoncentrował się wokół Wojciecha Olszańskiego i jego najbliższych współpracowników (w tym Marcina Osadowskiego) około 2021 roku. Oparty jest głównie na nieformalnie działających regionalnych stowarzyszeniach (z czego najbardziej znanymi i najliczniejszymi są Bydgoskie Kamractwo Rodaków – działający w Bydgoszczy i okolicach oraz Krakowscy Rodacy Kamraci – działający w Małopolsce), a także powiązanych z nimi stowarzyszeń. Ruch jest formalnie zdecentralizowany i nie posiada przywódców na poziomie lokalnym ani centralnym, natomiast jego członkowie (zwani kamratami) powszechnie odwołują się do Wojciecha Olszańskiego jako przywódcy ich ruchu i autorytetu. Kamraci używają symboli kojarzonych z polskim nacjonalizmem oraz panslawizmem i prawicowymi partyzantkami niepodległościowymi działającymi w Polsce pod okupacją niemiecką w czasie II wojny światowej, jak Związek Jaszczurczy czy Narodowe Siły Zbrojne. Popularnymi symbolami i flagami jest m.in. czarna flaga z białym toporłem wpisanym w czerwony krąg, swastyka słowiańska i symbol wilka.
Ruch jest znany z organizowania tzw. marszów kamrackich, podczas których dochodziło często do szerzenia skrajnych poglądów takich jak szowinizm nacjonalistyczny, nawiązania do języka i symboliki faszystowskiej, pochwała Polski Ludowej w okresie rządów Władysława Gomułki, antysemityzm czy homofobia. Członkowie marszów i zlotów grupy (m.in. w Grunwaldzie czy podczas antysemickiego marszu w Kaliszu w 2021 roku) byli wielokrotnie aresztowani lub zatrzymywani przez policję w związku z ich niezgodnymi z prawem zachowaniami w trakcie tych zgromadzeń.
W wyborach prezydenckich w 2025 ruch popierał w I turze Grzegorza Brauna, a w II turze Karola Nawrockiego.

## Ideologia

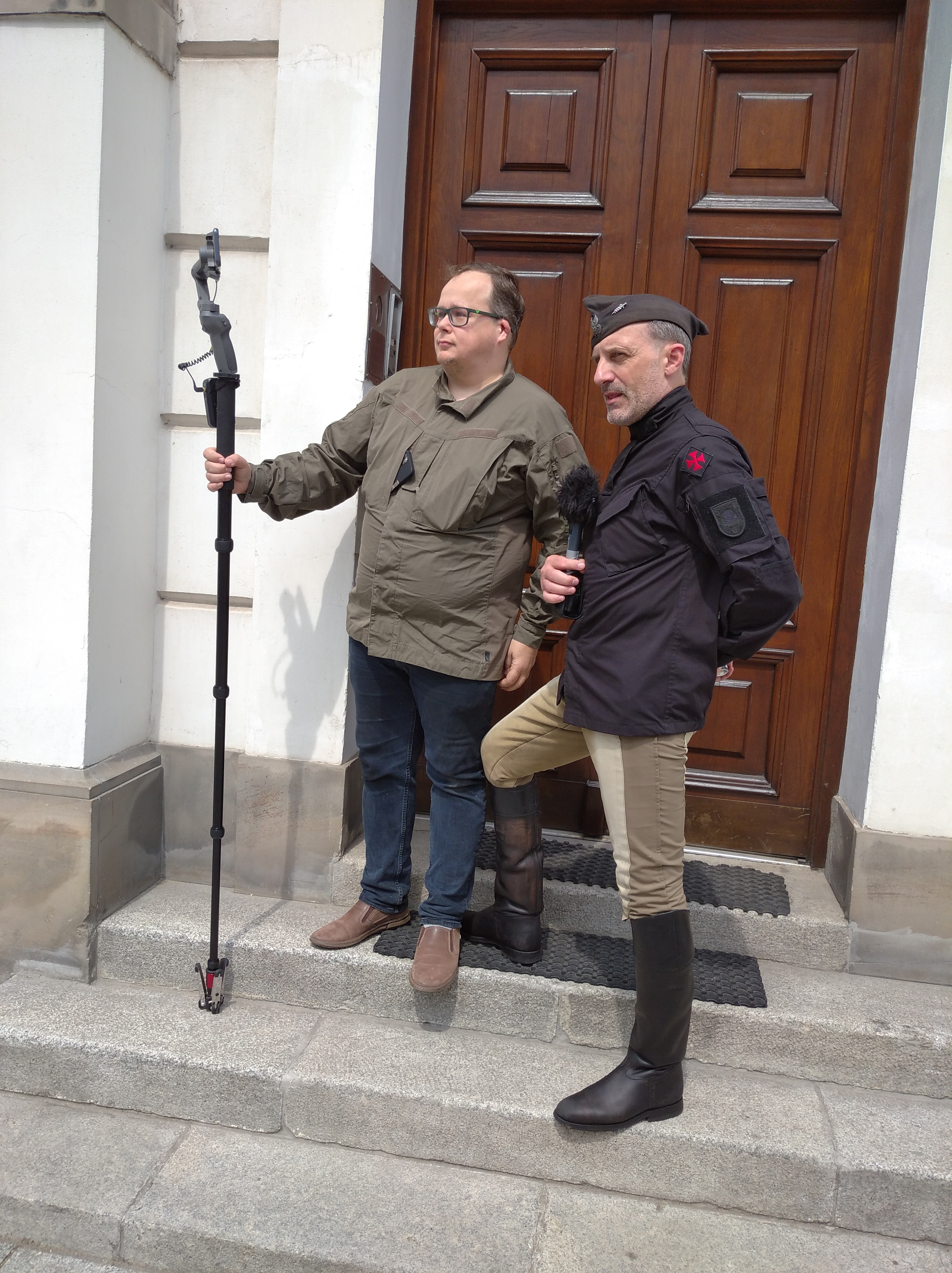
Marcin Osadowski i Wojciech Olszański

Partia Rodacy Kamraci oraz ruch Kamractwo były opisywane jako neofaszystowskie, antysemickie i wyrażające sympatię wobec PRL. Sam Wojciech Olszański oficjalnie odwołuje się do dorobku narodowo-radykalnego Związku Jaszczurczego, z którym się utożsamia. Członkowie partii promowali i wierzyli w teorię spiskową o Judeopolonii. Negowali pandemię COVID-19, uznając ją za spisek. Wyrażali wrogość wobec USA, Izraela i ukraińskich władz po okresie Euromajdanu (te ostatnie uznając za banderowskie i kontrolowane przez USA) oraz wobec ruchów LGBT. Zarówno liderzy, jak i członkowie ruchu, określili się jako polscy narodowcy, jednak przeważająca część polskiego środowiska nacjonalistycznego i narodowego (w tym partia Konfederacja Wolność i Niepodległość i wchodzący w jej skład Ruch Narodowy) zdecydowanie odcięły się od ich działalności, uznając ją za szkodliwą i niebezpieczną oraz ośmieszającą polski ruch nacjonalistyczny.
Program ugrupowania Kamractwo, przyjęty podczas zjazdu sympatyków ruchu w Grunwaldzie w 2022 (później także jako program partii politycznej Rodacy Kamraci):
- protekcjonizm gospodarczy w celu uwolnienia polskiej gospodarki od nieuczciwego, zdaniem członków partii, wpływu wielkich międzynarodowych korporacji, przy równoczesnym popieraniu mechanizmów wolnorynkowych;
- likwidacja podatku dochodowego;
- Państwo polskie jako państwo narodowe, zapewnienie wszystkim Polakom możliwości nieskrępowanego rozwoju, bogacenia się i kultywowania tradycji;
- budowa pokojowych i przyjaznych stosunków z sąsiednimi narodami;
- uproszczenie przepisów prawnych, oparcie prawa polskiego o prawo naturalne;
- liberalizacja prawa do posiadania broni palnej;
- umożliwienie podejmowania przez obywateli własnych suwerennych decyzji dotyczących szczepień;
- oddanie wyłącznej kompetencji rodzicom do prawa do decydowania o edukacji i wychowywaniu dzieci w określonych wartościach;
- wspieranie polskich rolników i przedsiębiorców jako fundamentu ekonomicznego Państwa Polskiego;
- wzmocnienie Wojska Polskiego, uniezależnienie militarne od innych państw, zasada wyłącznej wierności Ojczyźnie przez wojsko, zakaz służenia dowództwu zwierzchników sił zbrojnych obcych państw.

## Działalność ekstremistyczna
Organizacje kamrackie były wielokrotnie obiektem zainteresowania mediów, Agencji Bezpieczeństwa Wewnętrznego i policji w związku z działaniami członków i sympatyków grupy. Kamratom zarzucano m.in. działalność szpiegowską na rzecz Federacji Rosyjskiej, nawoływanie do przemocy wobec Żydów, Ukraińców, homoseksualistów i osób o poglądach lewicowo-liberalnych, a także propagowanie faszyzmu i lewicowo-narodowego reżimu gomułkowskiego. Część źródeł opisuje ruch kamracki jako organizację faszystowską, ekstremistyczną lub terrorystyczną.
11 listopada 2021 Kamraci zorganizowali tzw. marsz na Kalisz z okazji Święta Niepodległości. W jego trakcie dochodziło do obrażania Żydów, życzenia im śmierci oraz w wulgarny sposób nawoływano Żydów oraz członków ruchu LGBT do wyjazdu z Polski. Na koniec lider ruchu, Wojciech Olszański, spalił kopię XIII-wiecznego statutu kaliskiego gwarantującego Żydom poszanowanie ich praw na terytorium Polski. Wydarzenie to odbiło się głośnym echem w mediach polskich i zagranicznych oraz wywołało reakcję ze strony ministra spraw zagranicznych Izraela Ja’ira Lapida. Organizatorów marszu po kilku dniach aresztowano, jednak w grudniu 2021 wyszli oni na wolność.
Liderzy ruchu, Wojciech Olszański i Marcin Osadowski, byli wielokrotnie aresztowani przez policję oraz skazywani przez sądy za groźby karalne, nawoływanie do nienawiści na tle narodowościowym i naruszenia nietykalności cielesnej osób, z których poglądami się nie zgadzali. We wrześniu 2022 na e-maile kilku organizacji walczących z organizacjami faszystowskimi (w tym Ośrodka Monitorowania Zachowań Rasistowskich i Ksenofobicznych) przyszły pogróżki, które zawierały nawoływanie do dokonywania aktów terroru wobec przypadkowych osób w celu wymuszenia na organach państwa uwolnienia Olszańskiego, przebywającego wówczas w areszcie. W styczniu 2023 policja zatrzymała Pawła Kondratowicza, działacza ruchu kamrackiego i lidera tej organizacji w Poznaniu, który od grudnia 2022 przygotowywał się do dokonania zamachu na ówczesnego ministra zdrowia Adama Niedzielskiego, wcześniej grożąc mu śmiercią.
1 grudnia 2023 na ulicy Sudeckiej we Wrocławiu doszło do zastrzelenia dwóch policjantów siedzących w radiowozie. Sprawcą był przewożony przez nich mężczyzna, podejrzany o dokonanie oszustw finansowych 44-letni Maksymilian Faściszewski, który w wyniku uchybień proceduralnych zdołał przemycić ze sobą do radiowozu broń czarnoprochową i dokonać zamachu na życie policjantów; po zabójstwach uciekł z miejsca zdarzenia, ale został aresztowany. Maksymilian Faściszewski utrzymywał kontakt z członkami Kamractwa za pośrednictwem Internetu oraz wyrażał w mediach społecznościowych nienawiść wobec policjantów, Żydów i Amerykanów, prezentując poglądy zbliżone do członków tego ruchu.
W styczniu 2024 ABW wykryła spisek w polskiej armii, mający na celu dokonanie przewrotu wojskowego i dokonała kilku przeszukań oraz zatrzymań. W spisek mieli być zaangażowani m.in. członkowie Kamractwa.